# Linka M1 (metro v Bukurešti)
M1 je linka metra v rumunské Bukurešti. Má 22 stanic a měří 31 km.

## Historie

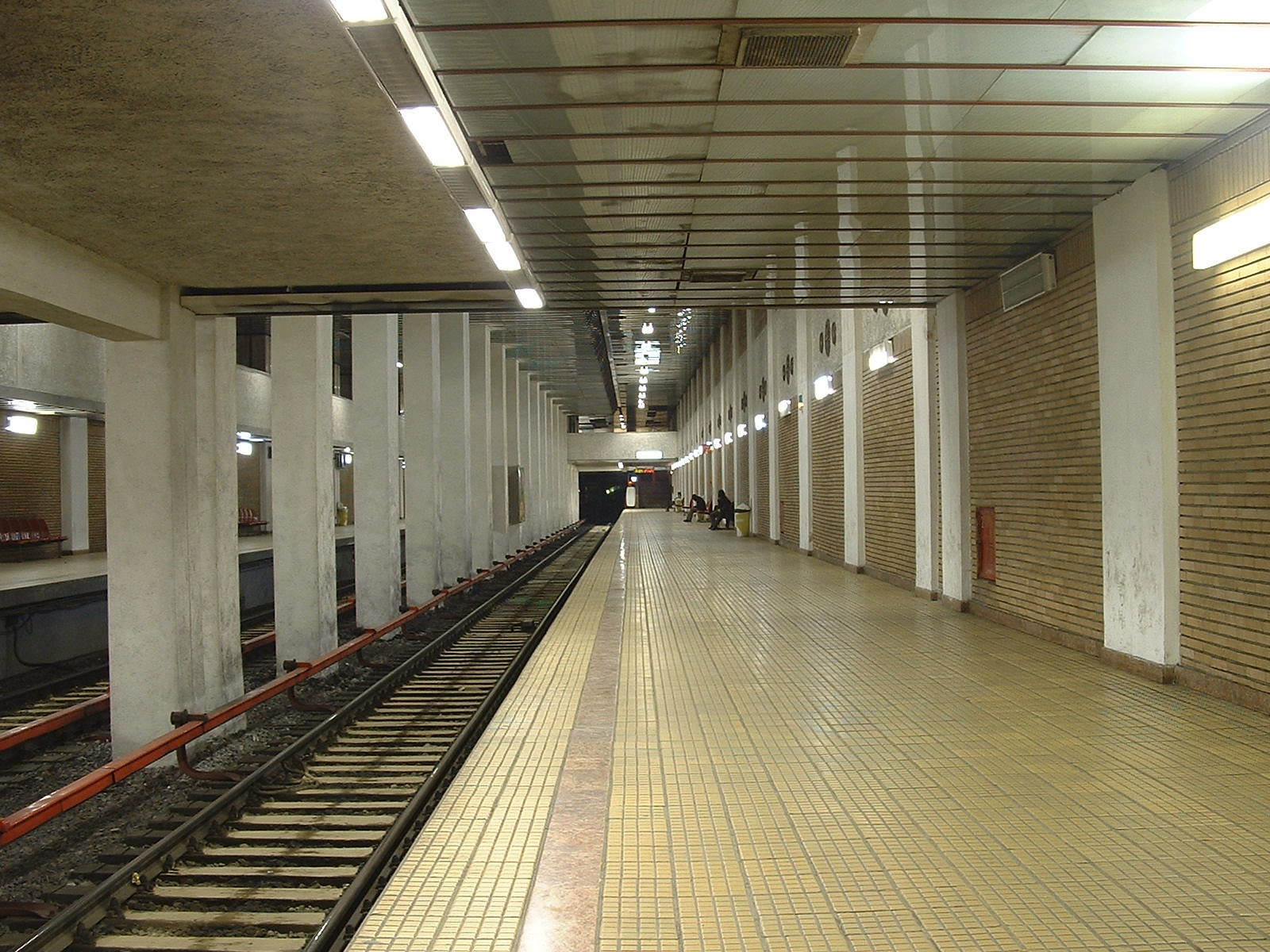
Stanice Timpuri Noi

Výstavba první linky bukurešťského metra byla zahájena roku 1975, tři roky po vzniku Výboru pro bukurešťské metro. Otevřeno bylo 16. listopadu 1979. Metro mělo 6 stanic v úseku Semănătoarea – Timpuri Noi. Další vývoj přístaveb bukurešťské linky M1 je v následující tabulce:
| Otevřený úsek                       | Datum otevření     | Délka úseku | Počet stanic |
| ----------------------------------- | ------------------ | ----------- | ------------ |
| Semănătoarea – Timpuri Noi          | 16. listopadu 1979 | 8,63 km     | 6            |
| Timpuri Noi – Republica             | 28. prosince 1981  | 10,1 km     | 6            |
| Crângași – Semănătoarea             | 22. prosince 1984  | 0,97 km     | 1            |
| Gara de Nord – Crângași             | 25. prosince 1987  | 2,83 km     | 1            |
| Dristor 2 – Gara de Nord            | 17. srpna 1989     | 7,8 km      | 6            |
| Republica – Pantelimon              | 15. ledna 1990     | 1,43 km     | 1            |
| Basarab (vybudována jako přestupní) | 1992               | —           | 1            |

V současnosti není další rozšiřování linky v plánu. V průběhu let byly tři stanice přejmenovány:
| Stanice            | Předchozí název | Rok přejmenování |
| ------------------ | --------------- | ---------------- |
| Petrache Poenaru   | Semănătoarea    | 2009             |
| Costin Georgian    | Muncii          | 1990             |
| Nicolae Grigorescu | Leontin Sălăjan | 1990             |